# Långsjön (Gränna socken, Småland)
Långsjön är en sjö i Jönköpings kommun i Småland och ingår i Motala ströms huvudavrinningsområde. Sjön har en area på 0,155 kvadratkilometer och ligger 271,6 meter över havet. Sjön avvattnas av vattendraget Narbäcken.

## Delavrinningsområde
Långsjön ingår i det delavrinningsområde (644345-142576) som SMHI kallar för Mynnar i Vättern. Medelhöjden är 257 meter över havet och ytan är 11,43 kvadratkilometer. Det finns inga delavrinningsområden uppströms utan avrinningsområdet är högsta punkten. Narbäcken som avvattnar avrinningsområdet har biflödesordning 2, vilket innebär att vattnet flödar genom totalt 2 vattendrag innan det når havet efter 185 kilometer. Delavrinningsområdet består mestadels av skog (65 procent) och jordbruk (22 procent). Avrinningsområdet har 0,16 kvadratkilometer vattenytor vilket ger avrinningsområdet en sjöprocent på 1,4 procent.